# Danilo Montero
Danilo Montero   (San José, 21 de juliol de 1937 - 22 de juny de 2024) fou un futbolista costa-riqueny de la dècada de 1950.
Pel que fa a clubs, destacà a Club Sport Herediano, Audax Italiano i breument al Sevilla Fútbol Club.
Amb Herediano fou campió l'any 1955 i 1961. Fou 16 cops internacional amb la selecció de Costa Rica.